# فرودگاه توتنهام/فوک
فرودگاه توتنهام/فوک (به انگلیسی: Tottenham/Volk Airport) یک فرودگاه همگانی است . این فرودگاه در کشور کانادا قرار دارد و در ارتفاع ۲۹۹ متری از سطح دریا واقع شده است.